# Ayuda Suiza
Le Comité Suizo de Ayuda a los niños de España (Comité d'aide suisse pour les enfants d'Espagne), mieux connu sous le nom d'Ayuda Suiza (Aide suisse), était une plateforme d'organisations non gouvernementales suisses, issues de diverses idéologies et tendances, travaillant ensemble pour fédérer l'aide aux enfants touchés par la guerre civile espagnole (1936-39). 
Le nom original de cette plateforme était Schweizerisches Hilfskomitee für die Kinder Spaniens (SAS) en allemand et Comité neutre de secours aux enfants d'Espagne en français.

## Création

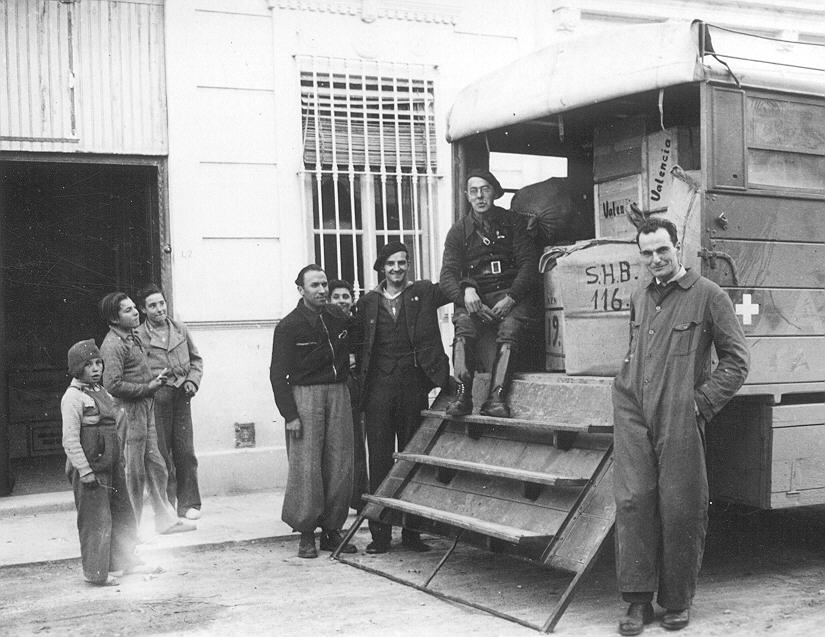
Des volontaires de l'Aide suisse posent avec un camion de ravitaillement en Espagne en 1937 (Rodolfo Olgiati apparaît tout à droite).

Le Comité d'aide suisse est créé en février 1937 à l'initiative de Rodolfo Olgiati, secrétaire de l'organisation pacifiste Service civil international, qui a mis sur pied un plan d'action en Espagne et rassemblé le maximum d'entités suisses pour contribuer à l'aide humanitaire, avec le feu vert du gouvernement fédéral suisse, initialement réticent en raison d'une interprétation stricte de la neutralité. 
En fait, le SCI, très important au sein du comité, a contribué avec le plus grand nombre de volontaires sur le terrain (une trentaine pendant toute la guerre, pour la plupart suisses). Olgiati était également secrétaire du comité.

## Mission

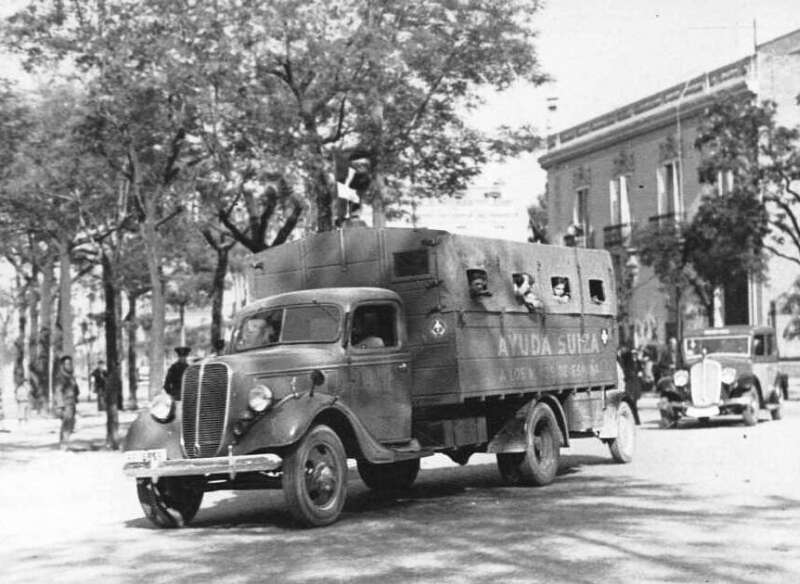
Transport d'enfants réfugiés par les volontaires de Swiss Aid et du SCI pendant la guerre civile espagnole (1937).

Les principaux bénéficiaires de l'aide étaient les enfants et les populations vulnérables comme les personnes âgées, les femmes enceintes ou allaitantes.
Si, à ses débuts, l'Aide suisse est ouverte à travailler avec les deux parties en conflit, dans la pratique elle intervient presque toujours dans la zone républicaine car, en général, la faction nationaliste rejette son aide. Des groupes locaux de l'Aide suisse sont déployés à Madrid, Barcelone, Valence et Murcie.
Les principales tâches des volontaires sont de gérer les cantines, d'évacuer les enfants des zones de guerre vers des lieux sûrs, de faire parvenir aux colonies d'enfants, aux abris et aux hôpitaux les produits de première nécessité provenant de dons et d'apporter un soutien logistique aux colonies d'enfants, aux refuges et aux hôpitaux grâce à une assistance directe et à un parrainage. 
L'Ayuda Suiza travaille avec des institutions républicaines et des entités locales qui accueillent des enfants et des familles de réfugiés.
Les volontaires collaborent aussi avec les Quakers sur de nombreuses missions. Parmi les membres du SCI qui ont participé à l'Aide suisse on trouve notamment Élisabeth Eidenbenz, Ruth von Wild, Karl Ketterer, Irma Schneider, Ralph Hegnauer, Trudi Ketterer, Maurice Dubois, Elsbeth Kasser, Willy Begert et Eleonore Imbelli.

## Fin et évolution

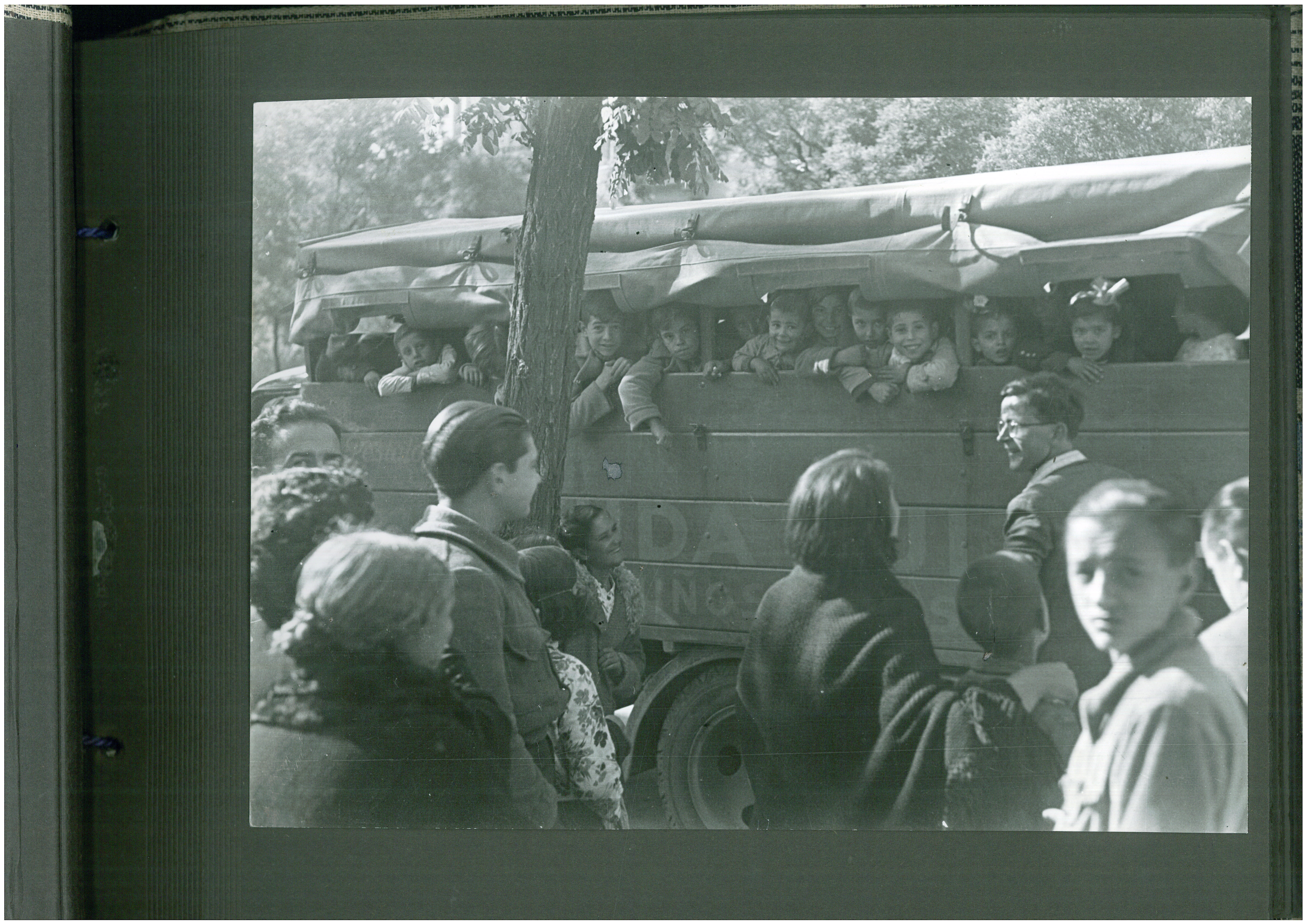
Évacuation des enfants par l'Ayuda Suiza en 1937 en Espagne.

En janvier 1939, la plupart des volontaires de l'Ayuda Suiza quittent l'Espagne. En quelques mois, ils se réorganisent dans le sud de la France pour aider les milliers de réfugiés internés dans les camps et récupérer les enfants hébergés dans des colonies après leur évacuation vers la France. 
Dans ce contexte, ils fondent des colonies d'enfants et des maternités, comme la maternité Elna, et apportent leur aide dans divers camps d'internement.
En 1940, l'Aide suisse s'adapte à la nouvelle situation créée par le déclenchement de la Seconde Guerre mondiale et prend le nom de Cartel suisse pour l'aide aux enfants victimes de la guerre (Schweizerischen Arbeitsgemeinschaft für kriegsgeschädigte Kinder abrégé en SAK). Elle reste une plate-forme d'ONG neutre dirigée par le SCI, qui étend son action à tous les enfants réfugiés des zones de guerre car de plus en plus d'enfants arrivent du nord de la France en raison de la Seconde Guerre mondiale.
À partir de 1942, la plateforme est transférée à la Croix-Rouge suisse qui étend son action humanitaire à toute la France, en utilisant des systèmes d'aide déjà utilisés pendant la guerre civile espagnole.